# Manachanallur
Manachanallur (o Manachanalloor) è una suddivisione dell'India, classificata come town panchayat, di 21.503 abitanti, situata nel distretto di Tiruchirappalli, nello stato federato del Tamil Nadu. In base al numero di abitanti la città rientra nella classe III (da 20.000 a 49.999 persone).

## Geografia fisica
La città è situata a 10° 54' 29 N e 78° 42' 08 E.

## Società

### Evoluzione demografica
Al censimento del 2001 la popolazione di Manachanallur assommava a 21.503 persone, delle quali 10.622 maschi e 10.881 femmine. I bambini di età inferiore o uguale ai sei anni assommavano a 2.390, dei quali 1.260 maschi e 1.130 femmine. Infine, coloro che erano in grado di saper almeno leggere e scrivere erano 15.970, dei quali 8.516 maschi e 7.454 femmine.